# 로댕 미술관 (파리)

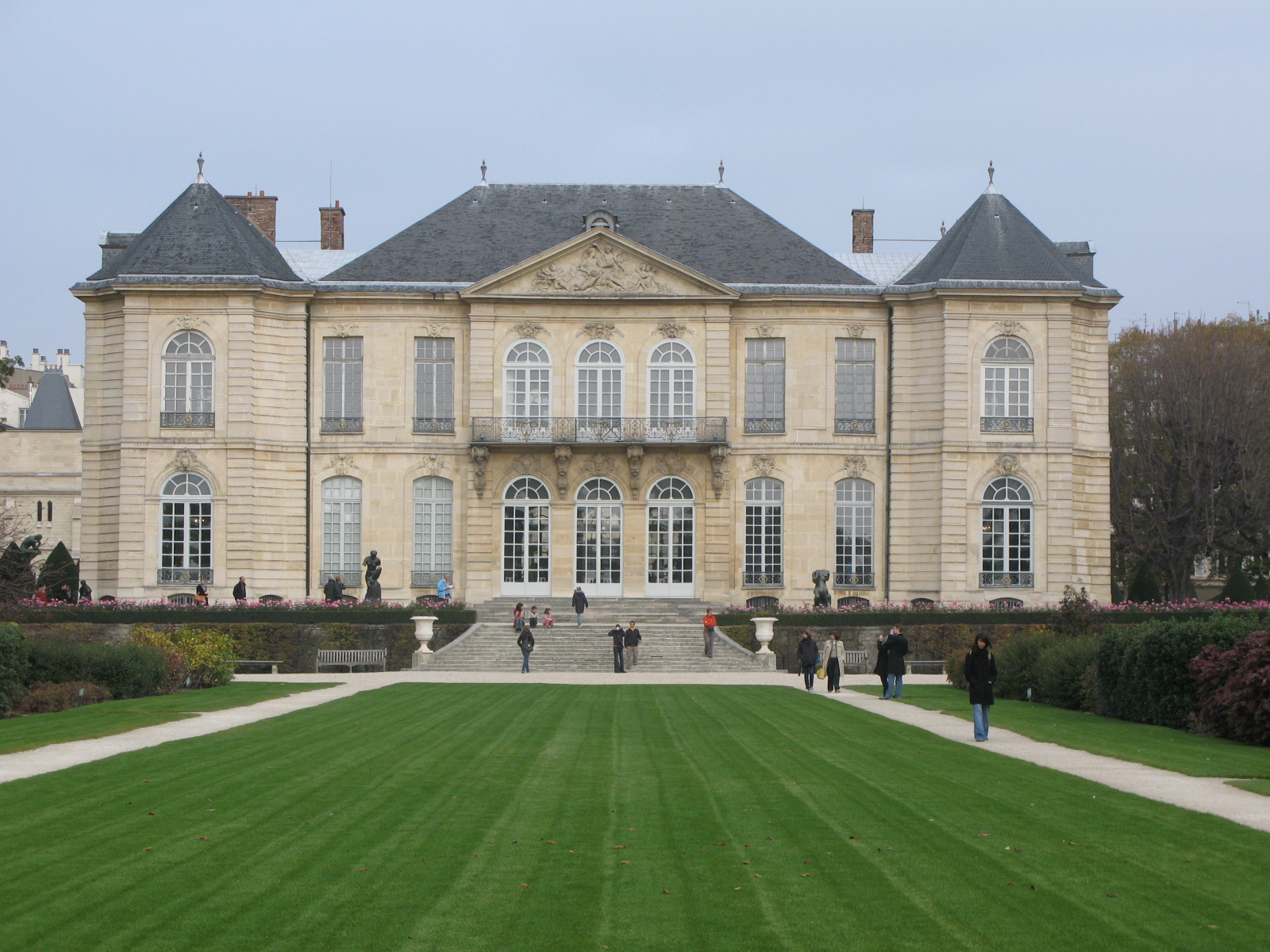
로댕 미술관

로댕 미술관(프랑스어: Musée Rodin)은 프랑스 파리 7구에 있는 미술관이다. 오귀스트 로댕의 작품과 로댕이 수집한 미술품을 중심으로 소장한다.

## 연혁
박물관 건물은 1908년부터 사망할 때까지 10년 동안 로댕이 아틀리에로 사용하고 살았던 비론 저택(Hotel Biron)이다.
1911년 프랑스 정부가 비론 저택을 매입하였고, 로댕이 자신의 작품과 소장품을 국가에 기증면서 박물관으로 남겨달라고 제안했다. 로댕 사후 1919년에 개관하였고, 2005년에 개수되었다.